# Гимн Тувалу
Гимн Тувалу — государственный гимн Тувалу. Автор слов и музыки — Афаэсе Маноа (Afaese Manoa). Гимн был утвержден в 1978 году.